# 齋藤辰次郎
齋藤辰次郎（1881年11月27日—？），日本山形縣人，曾擔任臺灣總督府技師。曾於澎湖及臺中市設計監造許多近代建築。

## 生平
齋藤原居山形縣西田川郡溫海村大字湯溫海甲273番地，明治35年（1902年）於東京高等工業學校（現東京工業大學）附設教員養成所工業補習學校建築科畢業，先後任職於文部省建築課技手、第一師團經理部、清國飯塚工程局建築部。在此之後，他曾於明治45年（1912年），隔年受聘於朝鮮駐劄軍經理部，期間也曾自行開設齋藤工務所。
大正3年（1914年），齋藤派遣來到臺灣任職陸軍經理部，並於隔年就職澎湖廳技手，先後進行澎湖公共建築及增築工程的設計，後待1918年離開澎湖廳，前往臺灣總督府民政部土木局任職，於新竹、豐原、神岡、台中等地區進行活動，在此期間，齋藤曾於臺中地區設計大量建築，包括娛樂館、天外天劇場等工程設計。1931年後，齋藤在臺中市老松町4之7號自行開業建築事務所。
當第二次世界大戰日本投降後，齋藤遣返日本。

## 建築作品
| 名稱                       | 年代   | 所在地                        | 現況   | 備註 |
| -------------------------- | ------ | ----------------------------- | ------ | --- |
| 澎湖普濟堂                 | 1914年 | 預定澎湖醫院南側市區改正區域  | 未建成 | 原為時任澎湖廳普濟院長澤井瀨平向總督府提出新建家屋之需求，興建地後作為後來成為上瀧宇太郎家族興建上瀧組的用地使用。                                                                        |
| 臺中市民館                 | 1928年 | 臺中市中區民族路64號          | 已不存 | 因應為昭和御大典記念事業興建，作為市民休閒娛樂場館使用。 |
| 娛樂館                     | 1931年 | 臺中市西屯區台灣大道三段251號 | 已不存 | 角田謹斥資在大幀町興建，為擁有六百人座席的電影院。 |
| 老松町自宅                 | 1932年 | 原老松町4之7號                | 尚存   | 私人產權 |
| 帝國製糖廠臺中營業所辦公室 | 1935年 | 臺中市東區樂業路30號          | 尚存   | 現登錄臺中市歷史建築。 |
| 天外天劇場                 | 1936年 | 臺中市東區復興路四段140號     | 已不存 | 劇院建築由臺中仕紳吳子瑜出資，齋藤擔任劇場結構設計建造；該建築物曾於2014年被臺中市政府列為暫定古蹟，然而2020年底行政院訴願審議委員會撤銷文化部處分，2021年2月底前所有人已將建築完全拆除。 |
| 株式會社彰化銀行本店       | 1938年 | 尚存臺中市中區自由路二段38號  | 尚存   | 營造，該建築為土木課建築技師畠山喜三郎設計，並由齋藤辰次郎建築事務所承建。現指定臺中市市定古蹟。                                                                                          |
| 臺中州產馬牧場第二馬廄     | 1938年 | 臺中市后里區寺山路41號        | 尚存   | 營造，現作包含「后里馬場馬廄、場本部、紀念碑」部分登錄臺中市歷史建築 |
| 臺中州產業組合青年道場     | 1939年 | 大肚山麓臺中競馬場西側        | 已不存 | 營造，作為皇民化運動而設立的教育場所，主要教授農業相關知識與皇道精神使用，現已改建為成功嶺役政署替代役訓練班。                                                                            |
| 第二代臺中神社             | 1940年 | 原臺中市新高町141番地         | 已不存 | 參與御造營工事，現已改建為臺中市孔子廟 |

### 作品

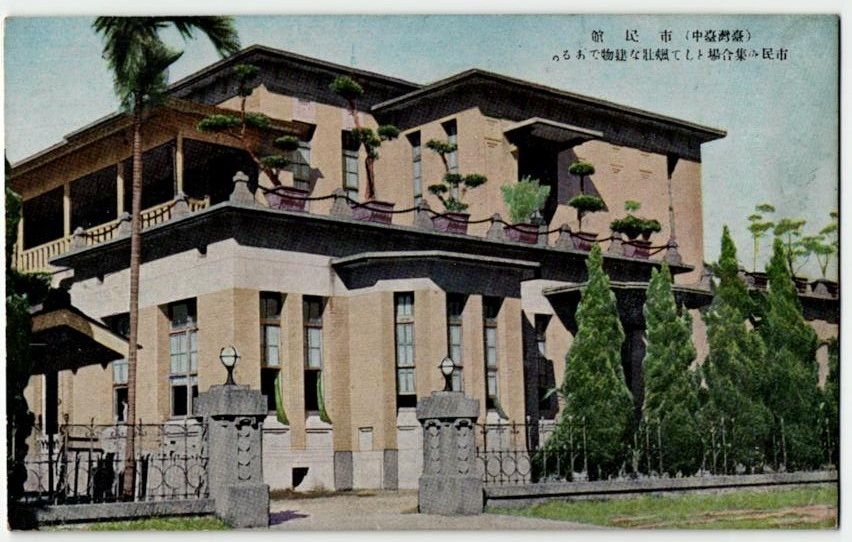
臺中市民館
帝國製糖廠臺中營業所辦公室
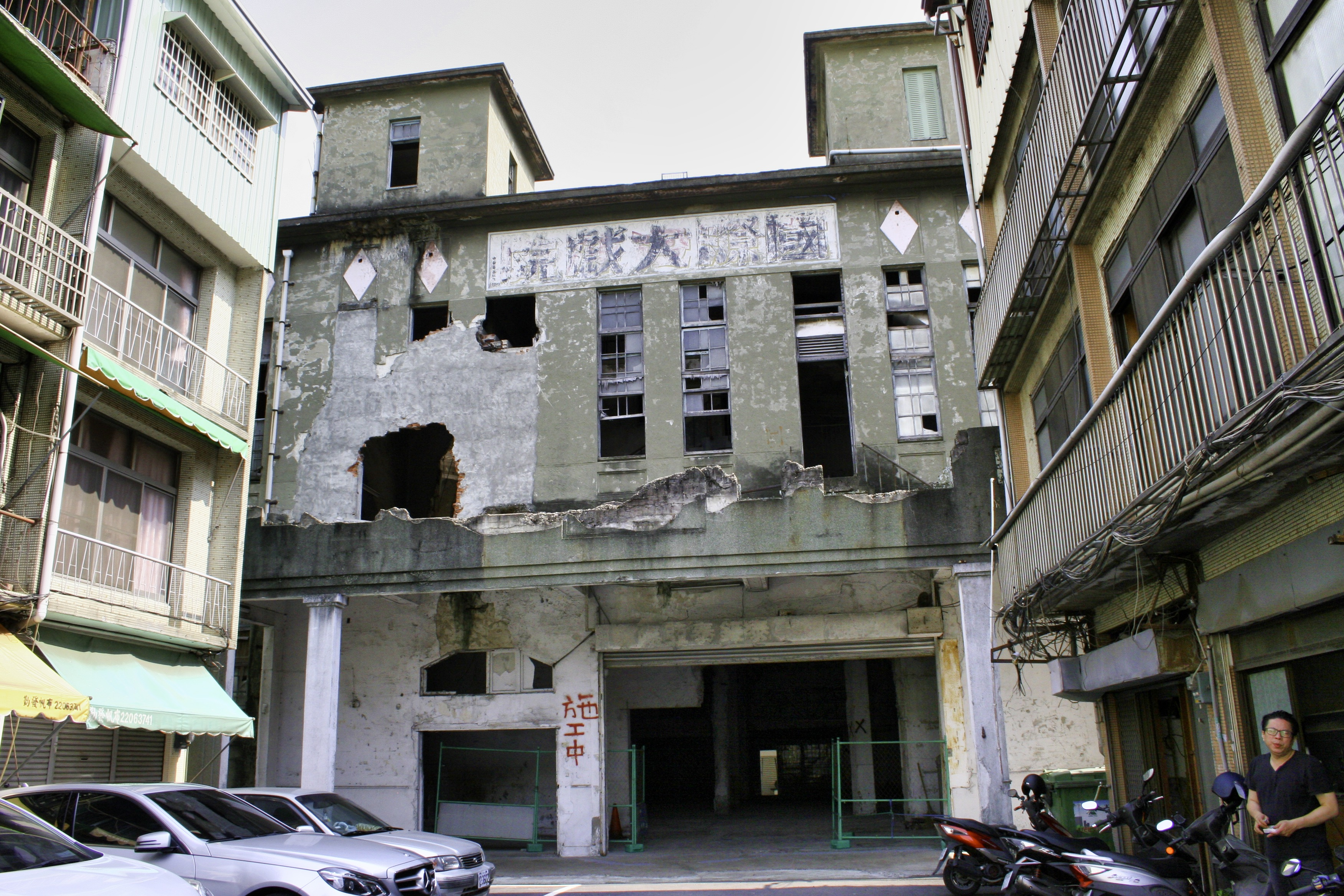
天外天劇場